# Tony Willis
Tony Willis, född den 17 juni 1960 i Liverpool, England, är en brittisk boxare som tog OS-brons i lätt welterviktsboxning 1980 i Moskva. Italienaren Patrizio Oliva besegrade Willis med 5-0 i semifinalen, vilket gjorde att Willis fick bronsmedaljen.